# Cold Response

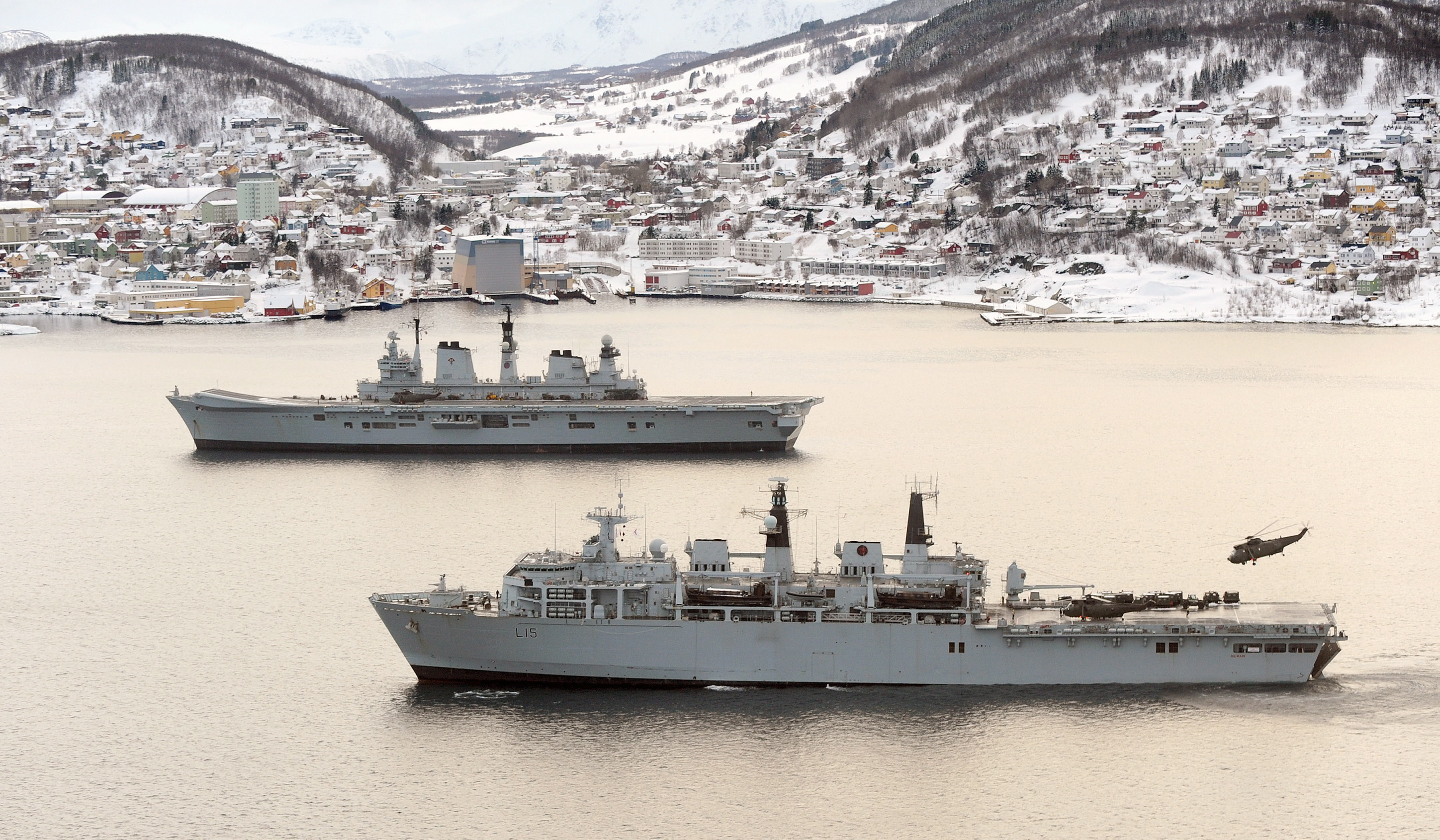
Die Schiffe Illustrious und Bulwark der Royal Navy vor Harstad während des Manövers Cold Response, 2012

Cold Response war eine multinationale Großmanöverserie der NATO unter Führung von Norwegen. Sie wird seit 2006 etwa im zweijährigen Turnus durchgeführt. Geübt und getestet werden soll dabei die Verteidigung Norwegens unter schwierigen klimatischen Bedingungen. Im Rahmen des Programms Partnerschaft für den Frieden beteiligen sich auch Truppen von Nichtmitgliedern der NATO.
Während der Übung im Jahr 2012 verunglückte eine C-130 Hercules an Schwedens höchstem Berg. Wegen der COVID-19-Pandemie wurde Cold Response 2020 abgebrochen, 2021 abgesagt.
Als Nachfolger des Manövers gilt Nordic Response, weil nun Schweden und Finnland Mitglied der NATO sind.

## Cold Response 2022
Vom 14. März bis zum 1. April 2022 fand Cold Response mit rund 30.000 Soldaten, 200 Flugzeugen und 50 Schiffen aus 27 Nationen (darunter auch die Nachbarländer und Nicht-NATO-Mitglieder Schweden und Finnland) in Norwegen statt. Für Deutschland nahm unter anderem das Versorgungsschiff Berlin teil. Das Manöver war schon lange vor dem russischen Überfall auf die Ukraine geplant. Russland wurde nach NATO-Angaben ausführlich informiert und eingeladen, Beobachter zu schicken, lehnte dies aber ab. Am 18. März 2022 verunglückte eine MV-22B des USMC in der Kommune Beiarn während der Übung, wobei die vier Insassen ihr Leben verloren.